# Howard Kurtz
Howard Kurtz (Nova Iorque, 1 de agosto de 1953) é um jornalista e escritor estadunidense. Ele é o atual apresentador do programa Media Buzz da Fox News.